# Villars-sur-Ollon
Villars-sur-Ollon és un poble de Suïssa que pertany al cantó de Vaud al qual s'hi accedeix per una carretera de muntanya, de 15 quilòmetres, des d'Aigle, o pel tren des de Bex. Una mica més de 2500 habitants hi resideixen a l'any. Aquesta xifra puja a més de 15.000, durant el període de vacances hivernals.

## Història
Es troben els primers rastres d'activitats als segles XII i XIII. Una vasta empenta demogràfica va incitar els frares de St-Maurice a ajudar els pagesos que van intentar la conquesta sistemàtica de les pastures.
És en aquesta època precisa que l'home ha ampliat considerablement les altes gespes alpines. Cada pastura així conquerida i eixarmada es va fer una veritable riquesa, que els pagesos han defensat apassionadament contra els atacs dels seus veïns.
La llegenda diu que els pagesos d'Ollon es mostraren tan aspres a defensar les seves pastures devant la justícia com sobre el terreny contra els atacs invasors.
El 1750, els dixains de muntanya (Villars, Chesières, Huémoz) van demanar que formés un municipi diferent, i van ser els senyors de Berna que s'hi van oposar.
El 1889, la municipalitat va fer reclamar l'arxiu dels dixains, per ajuntar-los a les d'Ollon, el municipi es feia d'ara endavant una sola entitat i indivisible.
Abans, els muntanyencs veien la neu trista, freda, obaga i hostil. Avui, la pràctica de l'esquí ha transformat aquesta visió de la muntanya i la neu s'ha fet sinònima de bellesa, de llum i d'alegria.
De quant daten els inicis de l'esquí a Suïssa? Se sap que el 1873, un metge de Davos, el Dr. Spengler, rep d'un dels seus pares noruecs un parell d'esquís lapons. La prova és desastrosa i quedarà sense endemà. Altres precursors ho van intentar però es van deixar desanimar ràpidament per les dificultats trobades fins a l'aparició, a Berlín, d'un llibre de l'explorador Nansen que narra la travessia de Groenlàndia en esquís i dona nombroses informacions sobre la tècnica d'aquest esport. De seguida, en diversos punts de Suïssa, la gent jove emprenedora va començar a fabricar esquís sota les indicacions de Nansen, i es tiren pels pendents.
Cal esperar l'arribada del tren a Bretaye el 1913 perquè l'esquí es comenci a desenvolupar. Els desnivells que ofereix la regió de Bretaye són ràpidament proposats per a una explotació d'aquesta activitat. El 1936, el primer remuntador és així construït a la Coma de Chaux Ronde. En aquest teleski, l'esquiador és obligat a enganxar-se per mitjà d'un d'ampli cinturó de cuir per remuntar el pendent. El 13 de desembre de 1936, l'Orient Exprés va fer una parada especial a Aigle per a l'eslàlom gegant batejat «Regne de les alegries boniques de l'esquí a l'hivern» organitzada a Bretaye. Aquest mateix any un teleski en forma de trineu podent acollir fins a 12 persones també va ser construït per pujar els turistes fins al cim del Gran Chamossaire. Aquests trineus han funcionat fins a 1953.
El 1932, cap mitjà no permetia pujar esquiadors a Bretaye. Els cursos es feien darrere l'Hotel de Gran Luxe, sobre l'antic Golf.
El 1938, Villars és classificada com una de les primeres estacions d'Europa. Sent donat la seva bestreta, molt nombrosos clubs d'esquí de Suïssa venien entrenar-se a la dita estació. Villars es feia el número u de les estacions d'esport d'hivern. Desgraciadament, 9 mesos més tard, la guerra va esclatar amb una primera conseqüència: un buit catastròfic als grans hotels de la regió.
Finalment, nous anys millors succeïren aquest període difícil i Villars va veure esclatar campions com Olivia Ausoni, Jean-Daniel Dätwyler, Cantova... per fer-se el que és avui, una estació familiar apreciada per petits i grans.

## El poble
Villars-sur-Ollon és una estació d'esquí situada sobre un balcó natural orientat en ple sud, al cor dels Alps vaudoises, en la part francòfona de Suïssa. La localitat es troba sobre el territori del municipi d'Ollon (cantó de Vaud), a 1.300 metres d'altitud.
A l'estiu, més de 300 km de rutes i 150 km de pistes de Mountain-Bike permeten descobrir un paisatge encantador i una naturalesa preservada. Tres llacs d'altitud i nombroses granges de pastura (esmorzar i fabricació de formatge al foc de fusta) ofereixen més d'una alegria als turistes.
Aquesta estació alberga també dues escoles privades internacionals que compten més de 800 alumnes del món sencer i de les quals l'una de les més reputada és el Col·legi Alpí Beau Soleil.

## Fills il·lustres
- Béatrix Beck (1914 - 2008) escriptora, Premi Goncourt de 1952